# Wybory prezydenckie w Turcji w 2014 roku
Wybory prezydenckie w Turcji w 2014 roku – wybory prezydenckie w Turcji, które odbyły się 10 sierpnia 2014 roku.
Były to pierwsze w historii kraju powszechne wybory prezydenckie (do tej pory był on wybierany przez parlament) oraz początek przechodzenia przez rządzącą od 10 lat Partię Sprawiedliwości i Rozwoju w kierunku systemu prezydenckiego. Kandydat rządzącej partii Recep Tayyip Erdoğan zgodnie z przewidywaniami zwyciężył już w pierwszej turze wyborów, zdobywając prawie 52% głosów. Frekwencja, wynosząca 74%, była najniższą od 1977.

## Wyniki
| Kandydat                              | Partia                                | Otrzymane głosy | %     |
| ------------------------------------- | ------------------------------------- | --------------- | ----- |
| Recep Tayyip Erdoğan                  | Partia Sprawiedliwości i Rozwoju      | 21 000 143      | 51,79 |
| Ekmeleddin İhsanoğlu                  | niezależny                            | 15 587 720      | 38,44 |
| Selahattin Demirtaş                   | Ludowa Partia Demokratyczna           | 3 958 048       | 9,76  |
| Głosy nieważne                        | Głosy nieważne                        | 737 716         | –     |
| Razem                                 | Razem                                 | 41 283 627      | 100%  |
| Uprawnionych do głosowania/frekwencja | Uprawnionych do głosowania/frekwencja | 55 692 841      | 74,13 |
| Źródło: YSK                           |                                       |                 |       |

## Galeria

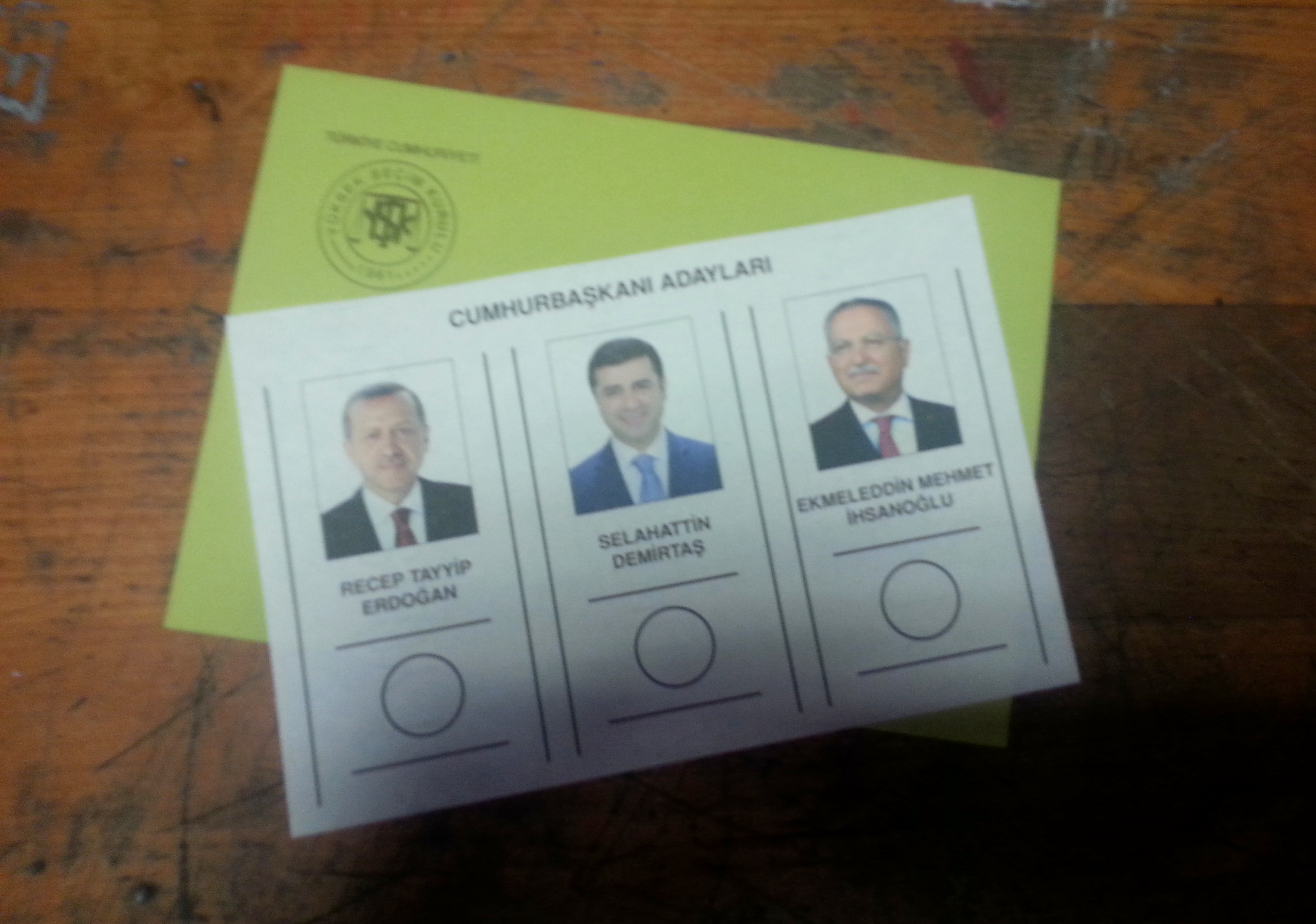
Karta do głosowania
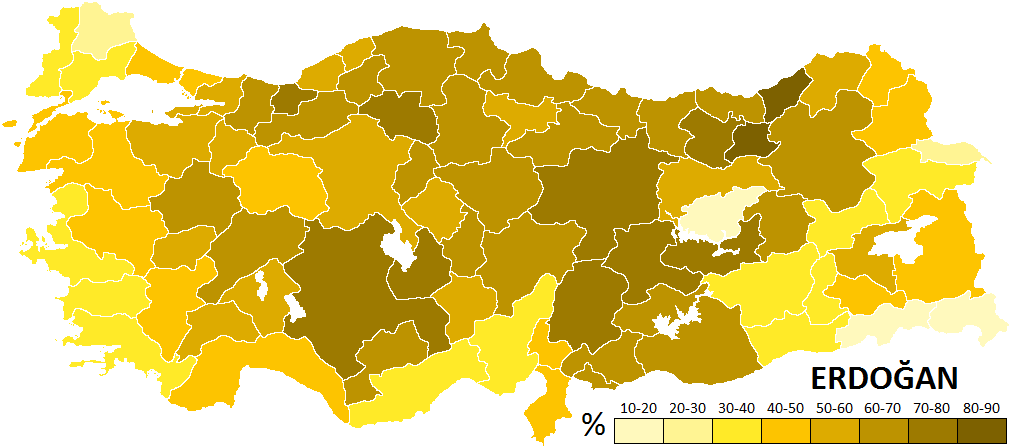
Wyniki Erdoğana w skali kraju
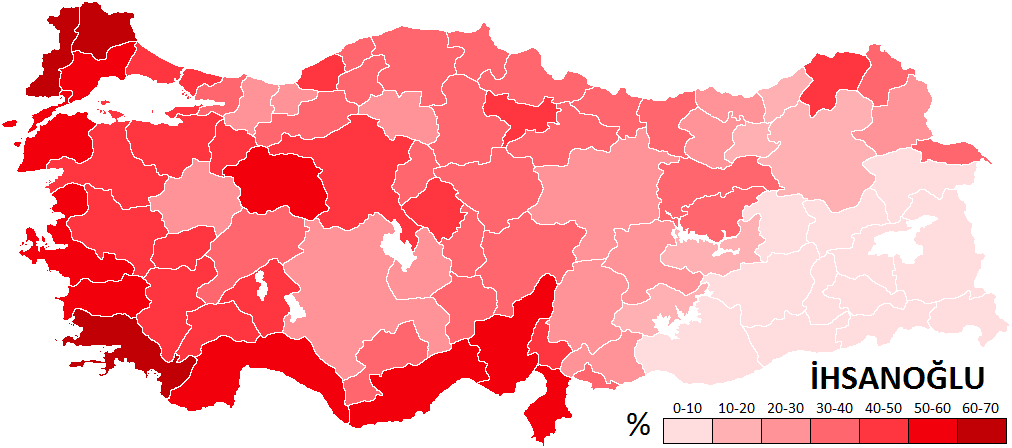
Wyniki İhsanoğlu w skali kraju
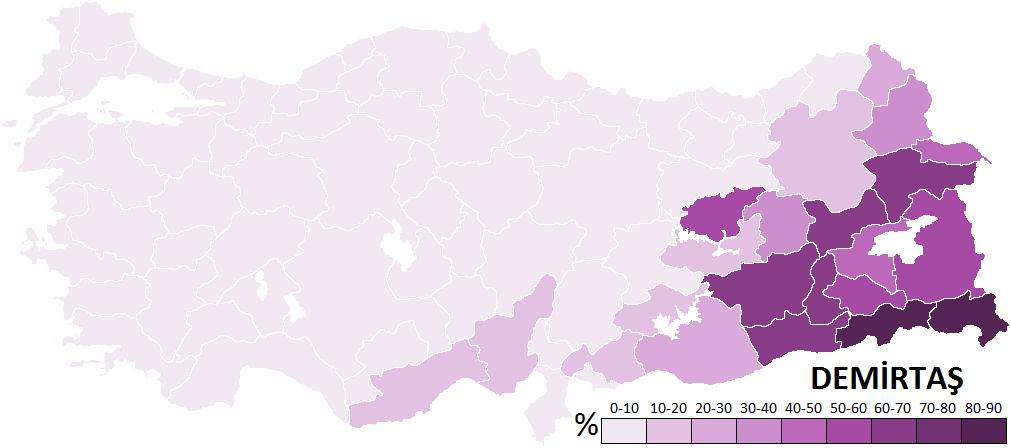
Wyniki Demirtaşa w skali kraju